# Метвајлер
Метвајлер (њем. Mettweiler) општина је у њемачкој савезној држави Рајна-Палатинат. Једно је од 96 општинских средишта округа Биркенфелд. Према процјени из 2010. у општини је живјело 291 становника. Посједује регионалну шифру (AGS) 7134054.

## Географски и демографски подаци
Метвајлер се налази у савезној држави Рајна-Палатинат у округу Биркенфелд. Општина се налази на надморској висини од 445 метара. Површина општине износи 5,5 km². У самом мјесту је, према процјени из 2010. године, живјело 291 становника. Просјечна густина становништва износи 53 становника/km².